# Sisyrnodytes luscinius
Sisyrnodytes luscinius là một loài ruồi trong họ Asilidae. Sisyrnodytes luscinius được Walker miêu tả năm 1849. Loài này phân bố ở vùng nhiệt đới châu Phi.